# NHL-szezonok listája
Ez a lap egy lista a National Hockey League és elődje, a National Hockey Association szezonjairól.

## NHA
1910 |
1910–1911 |
1911–1912 |
1912–1913 |
1913–1914 |
1914–1915 |
1915–1916 |
1916–1917
A szezonok januárban kezdődtek és márciusban értek véget egészen az 1910–1911-es szezonig, amely az első szezon volt, ami az új év előtt kezdődött.

## Korai évek
1917–1918 |
1918–1919 |
1919–1920 |
1920–1921 |
1921–1922 |
1922–1923 |
1923–1924 |
1924–1925 |
1925–1926 |
1926–1927 |
1927–1928 |
1928–1929 |
1929–1930 |
1930–1931 |
1931–1932 |
1932–1933 |
1933–1934 |
1934–1935 |
1935–1936 |
1936–1937 |
1937–1938 |
1938–1939 |
1939–1940 |
1940–1941 |
1941–1942

## Original Sixéra
1942–1943 |
1943–1944 |
1944–1945 |
1945–1946 |
1946–1947 |
1947–1948 |
1948–1949 |
1949–1950 |
1950–1951 |
1951–1952 |
1952–1953 |
1953–1954 |
1954–1955 |
1955–1956 |
1956–1957 |
1957–1958 |
1958–1959 |
1959–1960 |
1960–1961 |
1961–1962 |
1962–1963 |
1963–1964 |
1964–1965 |
1965–1966 |
1966–1967

## 1967-es NHL-bővítés
1967–1968 |
1968–1969 |
1969–1970 |
1970–1971 |
1971–1972 |
1972–1973 |
1973–1974 |
1974–1975 |
1975–1976 |
1976–1977 |
1977–1978 |
1978–1979 |
1979–1980 |
1980–1981 |
1981–1982 |
1982–1983 |
1983–1984 |
1984–1985 |
1985–1986 |
1986–1987 |
1987–1988 |
1988–1989 |
1989–1990 |
1990–1991 |
1991–1992 |
1992–1993 |
1993–1994 |
1994–1995 |
1995–1996 |
1996–1997 |
1997–1998 |
1998–1999 |
1999–2000 |
2000–2001 |
2001–2002 |
2002–2003 |
2003–2004 |
2004–2005 (NHL-lockout)

## Post-lockout
2005–2006 |
2006–2007 |
2007–2008 |
2008–2009 |
2009–2010 |
2010–2011 |
2011–2012 |
2012–2013 |
2013–2014 |
2014–2015 |
2015–2016 |
2016–2017 |
2017–2018 |
2018–2019 |
2019–2020 |
2020–2021 |
2021–2022 |
2022–2023 |